# Bradbury Science Museum
Le Bradbury Science Museum est un musée scientifique américain fondé en 1963, situé au centre-ville de Los Alamos, dans l'État du Nouveau-Mexique.
Le musée est proche du Monument national de Bandelier, le site des grottes anciennes des premiers Indiens. Depuis son déplacement en avril 1993, le musée a accueilli près de 110 000 visiteurs par an qui sont venus pour voir les objets exposés au musée et pour participer à ses programmes de la communauté et à ses programmes d'éducation.
Plus de 40 expositions interactives sont exposées dans les cinq galeries. Ils traitent entre autres de la défense du laboratoire, la technologie, et les projets de recherche fondamentale, comme l'histoire du projet Manhattan (c’est-à-dire le développement de la première bombe atomique) sur lequel un film de 20 minutes est présenté.

## Historique
Le musée a été fondé en 1963 et a été nommé d'après le deuxième directeur du Laboratoire national de Los Alamos, Norris E. Bradbury, qui a servi comme directeur de 1945 à 1970. Le musée fait partie du Laboratoire national de Los Alamos, qui est géré par l'université de la Californie pour le ministère de l'énergie des États-Unis.

## Mission
La mission principale du musée est d'abord d'exposer la recherche, les activités, et l'histoire du laboratoire aux visiteurs officiels, au grand public, et aux employés du laboratoire. Deuxièmement de favoriser une plus grande compréhension publique du rôle du laboratoire dans les programmes de sécurité nationale. Troisièmement d'aider le contribuable américain en faisant des jugements au courant de ces sujets. Quatrièmement d'apprendre aux visiteurs à mieux connaître la science et la technologie et pour d'améliorer la qualité de l'éducation mathématique et scientifique au nord du Nouveau-Mexique.